# Col Fredonyer
Le col Fredonyer est un passage situé à 1 753 mètres d'altitude dans le comté de Lassen dans le Nord de la Californie. La California State Route 36 l'emprunte.